# Peter Enckelman
Peter Enckelman (Turku, 10 maart 1977) is een Fins voormalig profvoetballer die speelde als doelman. Zijn vader Göran Enckelman was eveneens doelman en kwam tot 21 interlands voor Finland.

## Clubcarrière
Hij speelde clubvoetbal in zijn vaderland Finland, Engeland en Schotland. Zijn laatste club was Heart of Midlothian FC waar hij een half jaar onder contract stond vanwege een blessure van reservedoelman Mark Ridgers. Enckelman debuteerde op 7 oktober 2012 voor Hearts FC in de uitwedstrijd tegen Celtic FC. De wedstrijd werd met 1-0 verloren. Met Cardiff City stond hij op 17 mei 2008 in de finale van de strijd om de FA Cup. Daarin verloor de ploeg van trainer-coach Dave Jones met 1-0 van Portsmouth door een goal in de 37ste minuut van de Nigeriaanse aanvaller Nwankwo Kanu.

## Interlandcarrière
Enckelman kwam in totaal twaalf keer uit voor de nationale ploeg van Finland in de periode 2000–2010. Onder leiding van bondscoach Antti Muurinen maakte hij zijn debuut op woensdag 29 maart 2000 in de vriendschappelijke uitwedstrijd in Cardiff tegen Wales (1-2). Hij moest in dat duel na de eerste helft plaatsmaken voor Teuvo Moilanen.

## Erelijst
TPS Turku
- Suomen Cup

1994